# Mysticeti
Micro-ordre
Les mysticètes (Mysticeti) ou cétacés à fanons, ou encore vraies baleines, forment un micro-ordre de cétacés. Ce groupe est caractérisé par la possession de fanons (contrairement aux dents des odontocètes, ou cétacés à dents). Le terme mysticète vient du grec ancien « mystax » (lèvre supérieure) qui a donné « moustache ».

## Morphologie et anatomie

### Morphologie

#### Aspect général

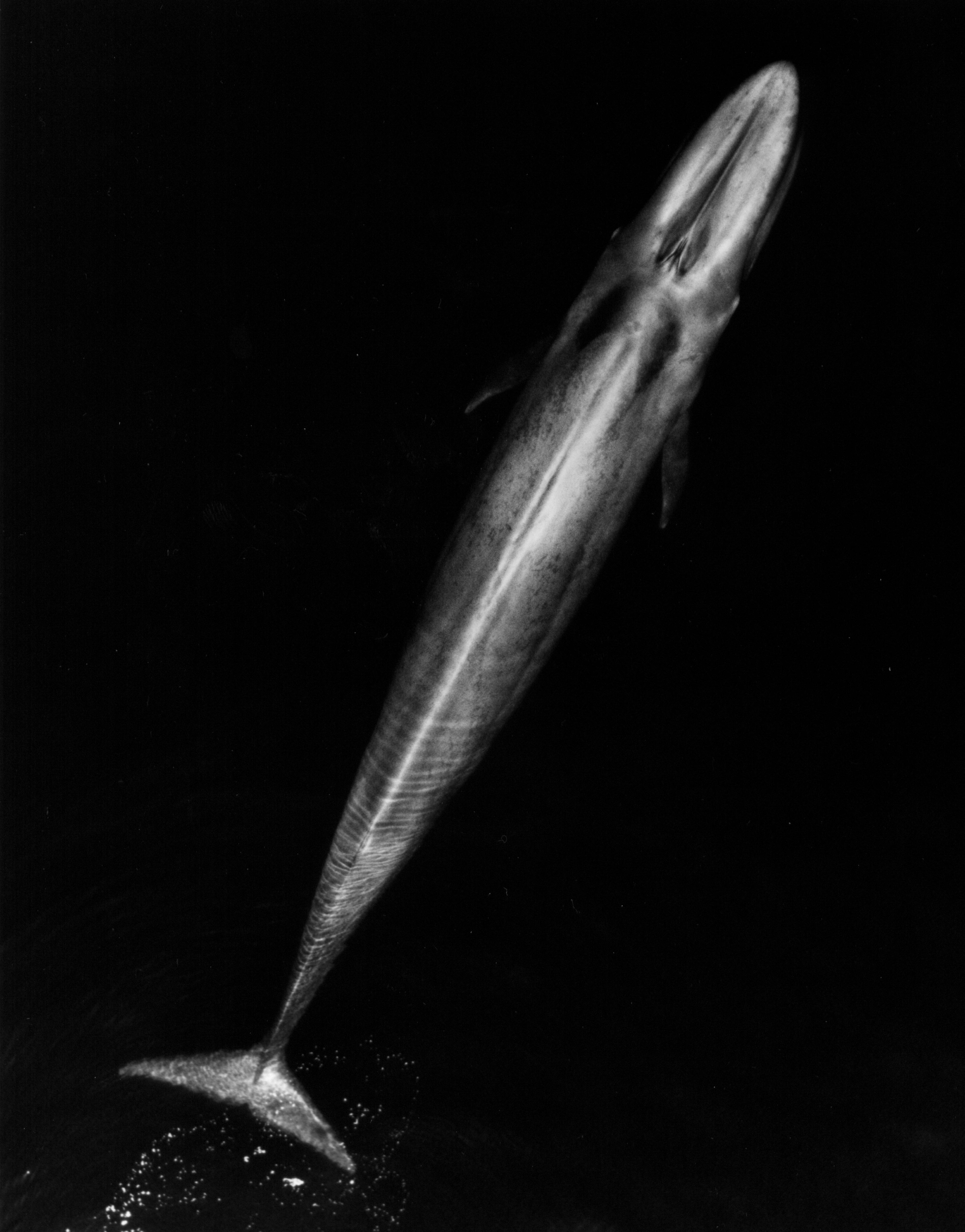
La baleine bleue est le plus gros animal actuel, et le plus lourd ayant jamais existé.

Les mysticètes sont les animaux les plus grands de la planète vivant à notre époque. Seuls quelques dinosaures, comme Amphicoelias, (dont les estimations incertaines de tailles varient de 25 à 60 mètres) sont équivalents ou supérieurs. Leur taille varie beaucoup, de 5 mètres pour la petite baleine pygmée jusqu'à 33 mètres pour la baleine bleue australe. Leur poids est compris entre 2 tonnes pour la baleine pygmée et 200 tonnes pour la baleine bleue, pour une moyenne de 50 tonnes. Cela fait très probablement de la baleine bleue l'animal le plus lourd de tous les temps, aucun des dinosaures géants n'approchant une telle masse (rendue possible par le fait que dans l'eau la baleine n'a pas à se porter).
Les différentes espèces sont généralement d'un gris plus ou moins sombre. Les flancs sont plus pâles, le ventre est clair et le dos foncé, afin de camoufler l'animal selon qu'on le voit du fond ou de la surface (la clarté ventrale s'accorde avec la lumière du ciel tandis que le dos est semblable à la couleur des fonds marins). Des cas de leucisme et plus rarement d'albinisme ont été observés et concernent 5 % des balénidés austraux, mais seulement chez les petits qui perdent cette pigmentation en grandissant pour prendre un coloris classique.
Les rorquals, les baleines pygmées et les baleines grises possèdent des sillons gulaires, variant de quelques-uns pour ces dernières à plus d'une cinquantaine en moyenne pour les rorquals, sauf la mégaptère qui en a entre 12 et 36. Ces sillons jouent un rôle important dans l'alimentation.
Les baleines ont deux évents au-dessus de la tête, sortes de narines servant à respirer.
Les mysticètes sont hydrodynamiques, particulièrement les rorquals qui sont fusiformes. La tête des baleines occupe entre deux cinquièmes (balénidés) et le quart (balénoptères) de leurs corps. Les yeux, petits, se situent juste au-dessus de la commissure des lèvres. La nageoire dorsale, courte, sert de stabilisateur. Elle est absente chez les balénidés et la baleine grise. Les nageoires pectorales dirigent et dans une moindre mesure, servent également à stabiliser. Elles ne représentent que 7 à 9 % de la taille corporelle, sauf pour la mégaptère, chez qui ces nageoires sont très grandes, entre 23 et 31 % du corps. Enfin, la nageoire caudale, la queue, mesurant du dixième au tiers de la longueur corporelle, pousse puissamment l'animal.

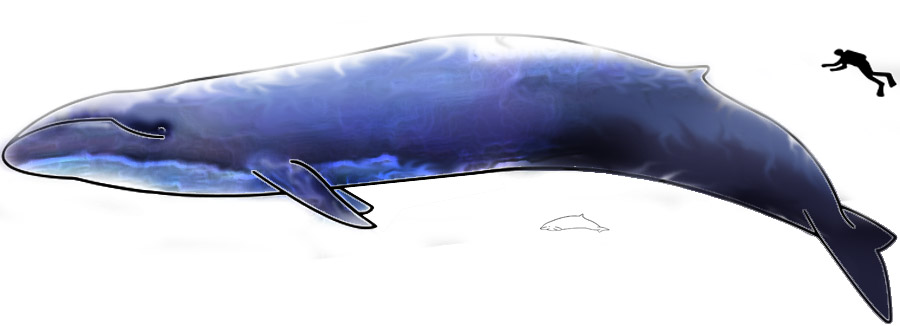
Comparaison de tailles entre une baleine bleue, un dauphin d'Hector et un humain.

#### Les fanons

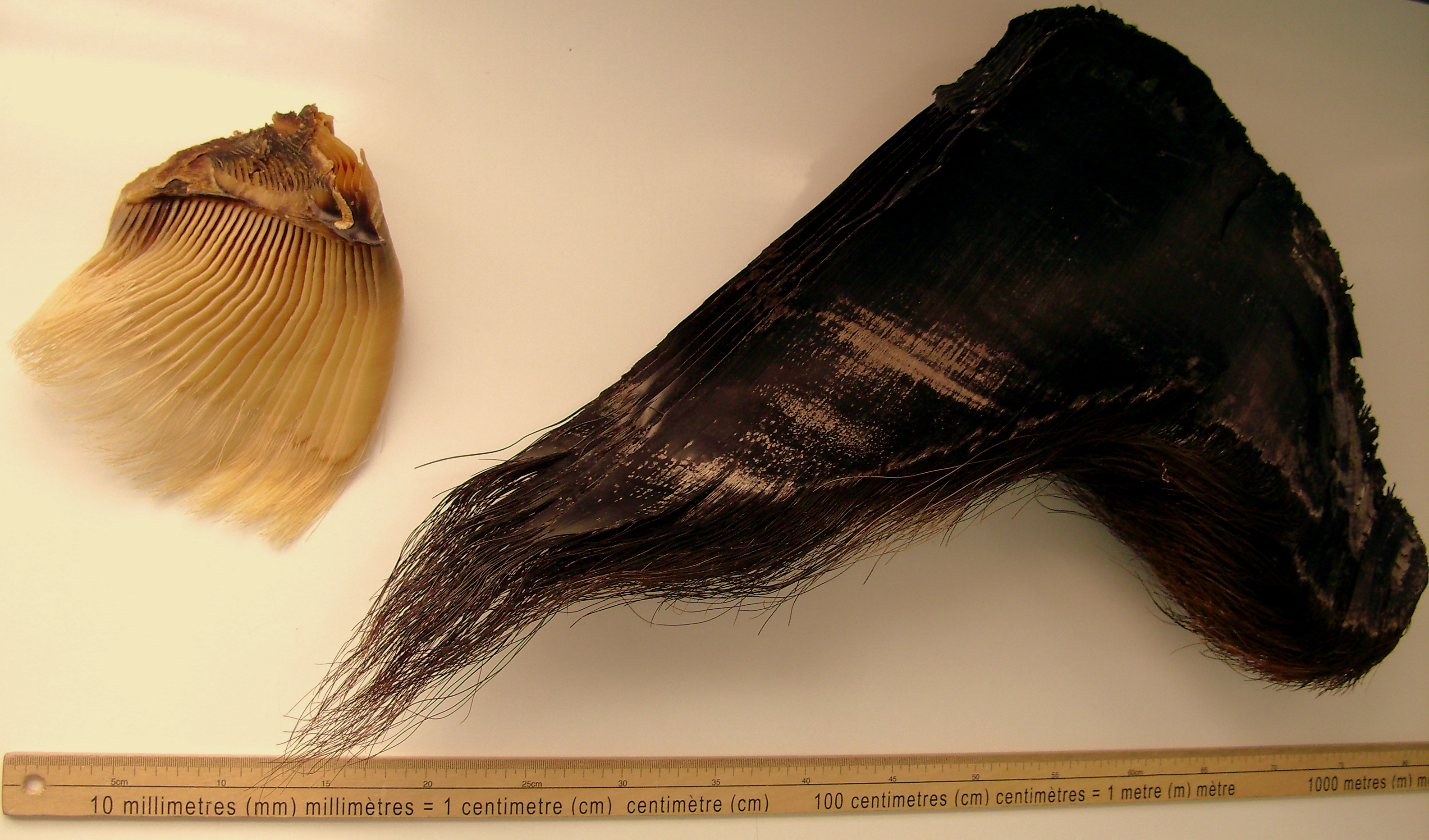
Échantillons de fanons.

Les fanons sont fixés à la mâchoire supérieure des baleines par une racine épaisse. Ils sont composés de lames cornées et de poils, ou franges, qui poussent continuellement, mais les lames s'usent plus vite que les franges, qui dépassent alors de quelques centimètres. Chaque individu possède deux rangées de fanons, une par demi-mâchoire. Rangés en plusieurs centaines de paires de franges, longs de 15 à 270 cm, ils servent à la baleine à filtrer l'eau tout en retenant sa nourriture.

#### Dimorphisme sexuel
C'est à peine visible mais la femelle est plus grande que le mâle, de quelques mètres. Il est très difficile voire impossible de différencier un mâle d'une femelle si cette dernière n'est pas accompagnée de son baleineau.

### Anatomie

#### Le squelette

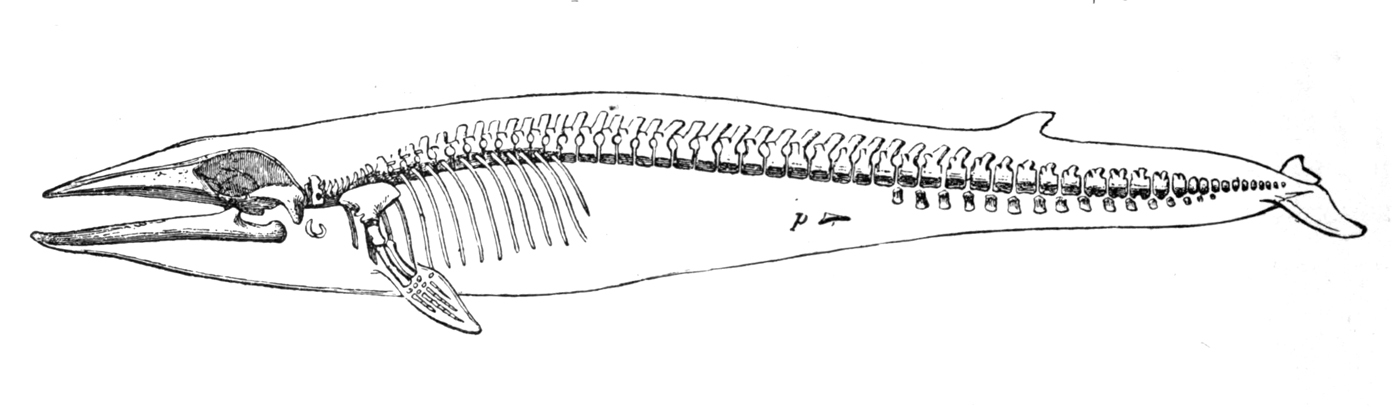
Squelette de Balaenoptera physalus.

Le squelette des mysticètes est assez simple par rapport à celui des autres mammifères.
Il est très léger, soit seulement 17 % du poids total de l'animal. Les os sont imprégnés de graisse et d'huile ce qui permet d'accroître leur flottabilité.
Le rostre est très allongé, les prémaxillaires et les maxillaires recouvrant certains os du crâne comme le frontal. Les pariétaux rejoignent l'occipital.
Les baleines ont sept cervicales, 11 à 17 thoraciques, 10 à 16 lombaires et 15 à 27 caudales, pour un total de 47 à 65 vertèbres. Elles sont rigides et reliées par un disque intervertébral. Les cervicales sont soudées chez les balénidés et la baleine pygmée tandis qu'elles ne le sont pas chez la baleine grise et les balénoptères, ce qui leur permet plus de mobilité de la tête.
Les nageoires pectorales, ou palettes natatoires, sont attachées à une ceinture scapulaire dépourvue de clavicule. La seule articulation mobile se situe au niveau de l'épaule, entre l'omoplate et l'humérus. Les phalanges ne se touchent pas mais sont recouvertes de tissu fibreux très résistant. Les balénidés et la baleine pygmée ont cinq doigts tandis que les rorquals et la baleine grise n'en possèdent que quatre. Comme chez tous les cétacés, les membres inférieurs sont absents.

#### La peau
Elle est constituée de deux couches principales. La première, l'épiderme, est fine (5 à 7 mm) et fragile. Elle est sensible aux fortes lumières et au dessèchement. La deuxième, le derme, est interne et souple.
Cette peau fine améliore l'hydrodynamisme des baleines. De plus, elle sécrète des gouttelettes d'huile qui lubrifient leur corps et facilitent l'écoulement de l'eau.

## Biologie

### Alimentation

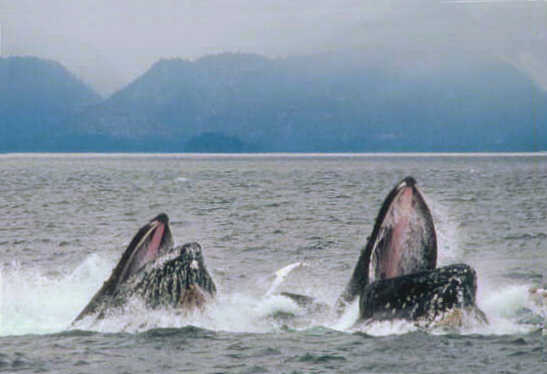
Deux baleines à bosse en train de se nourrir.

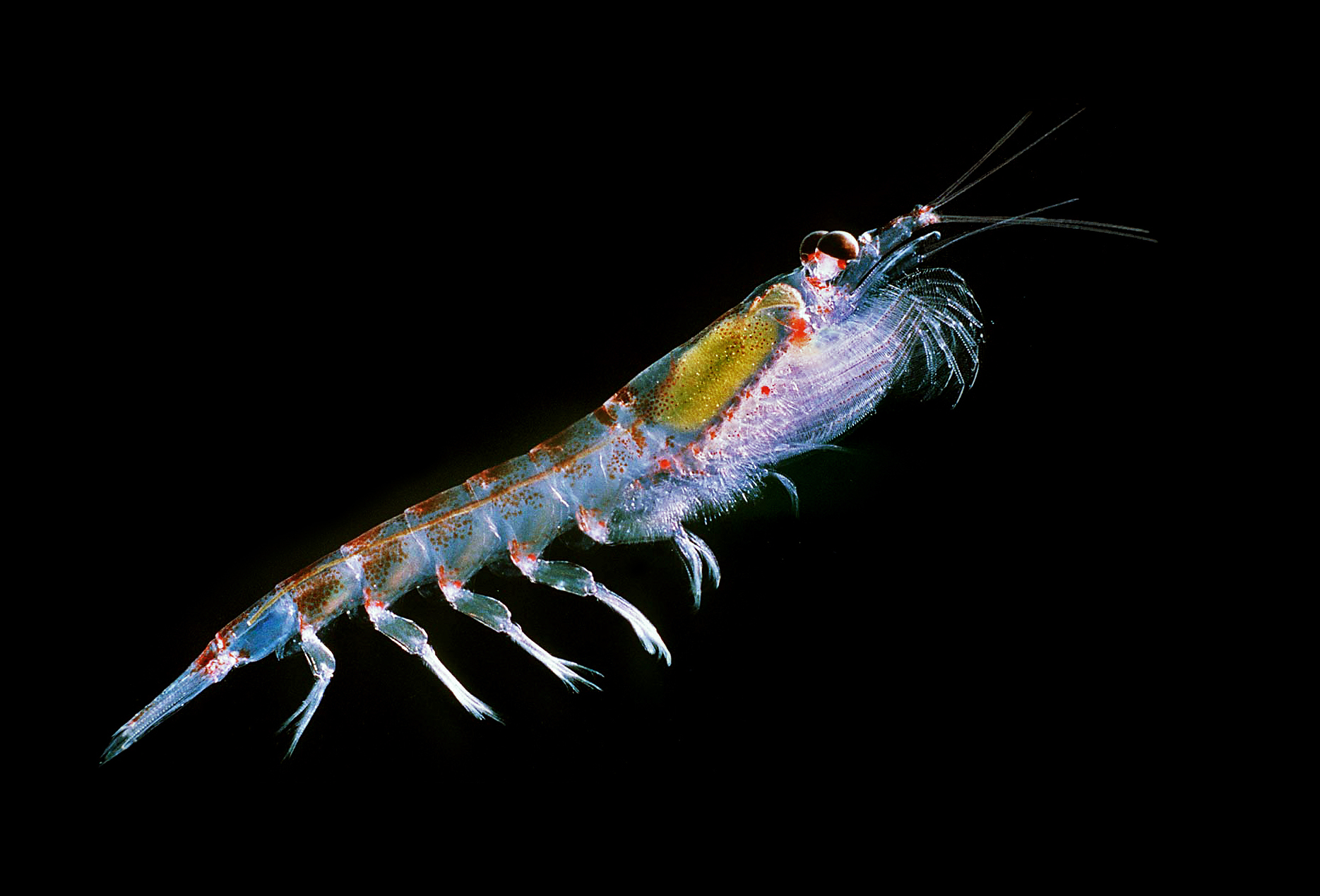
Euphausia superba, une des principales espèces constituant le krill, base de l'alimentation de nombreuses baleines.

Les baleines utilisent trois techniques de chasse différentes, selon les espèces et leur localisation. Les « engoufreuses » ou « avaleuses » avancent en ouvrant grand la gueule au milieu d'un banc de poissons, de calmars ou de plancton. L'immense masse d'eau (jusqu'à faire doubler de volume l'animal) gonfle les sillons ventraux, créant une large poche. L'animal ferme la gueule et évacue l'eau. La nourriture est retenue par les fanons. Les rorquals utilisent cette technique, ainsi que la baleine grise à l'occasion. Les baleines à bosse améliorent cette méthode en crachant de l'air par leurs évents pour créer des filets de bulles. Cette alimentation par engouffrement, qui est la plus puissante action biomécanique du règne animal, est permise par un organe sensoriel de type mécanorécepteur qui joue un rôle essentiel dans la coordination musculaire complexe mise en jeu par cette stratégie.
Les « écrémeuses » ou « filtreuses » n'ont pas de sillons ventraux (balénidés) et ne peuvent donc absorber d'énormes quantités d'eau. Elles avancent lentement à la surface ou à proximité, la gueule ouverte. Leurs fanons sont absents à l'avant mais les latéraux sont très grands, bloquant la nourriture.
Enfin, les « aspireuses » nagent sur le flanc, apparemment droit, en longeant le fond marin qu'elles raclent avec la gueule en aspirant la vase et tout ce qui s'y trouve. Cette vase est rejetée de l'autre côté mais les proies restent piégées dans les fanons. Cette technique est utilisée par la baleine grise.
Les baleines se nourrissent, selon les espèces, de plancton, notamment de krill et de copépodes, de poissons (maquereau, hareng, sardine, anchois, capelan, éperlan, lançon, etc), ou encore de céphalopodes (calmar) ou des crustacés. Les régions polaires en été sont particulièrement propices à l'alimentation, la fonte des glaces déclenchant des efflorescences plantoniques, elles-mêmes consommées par des poissons (la baleine mangera donc soit le plancton, soit le poisson mangeur de plancton).

### Digestion
Une fois l'eau rejetée de la gorge et la nourriture amassée, elle est envoyée dans l’œsophage, qui est très étroit (10 cm pour un rorqual commun de vingt mètres). Le relais est assuré par l'estomac, composé de quatre compartiments. Les mysticètes n'ayant pas de dents pour broyer leurs aliments, c'est le premier compartiment qui s'en charge. Le second sécrète des sucs digestifs et de l'acide chlorhydrique, ce qui digère les aliments.
Le troisième poursuit la digestion avec d'autres sucs et enzymes. Le quatrième est composé d'une ampoule duodénale très dilatée où aboutit le conduit combiné du foie, du pancréas et d'autres glandes digestives.
Comparativement aux odontocètes (dauphins, cachalots, orques…) dont les intestins mesurent dix à quinze fois leur longueur corporelle, ceux des baleines ne mesurent que cinq à six fois cette longueur.

### Respiration

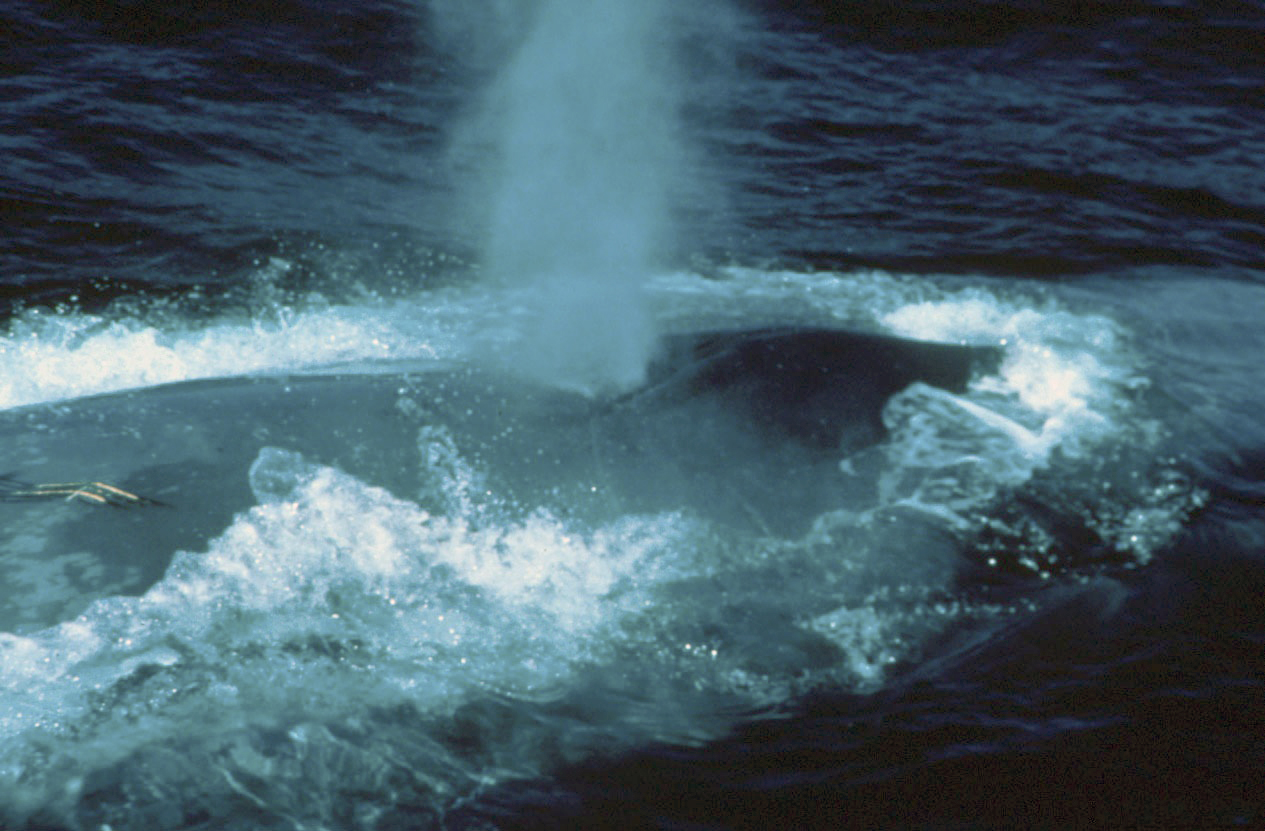
Souffle d'une baleine bleue.

Les baleines étant des mammifères, elles ont des poumons et ont besoin d'air pour respirer. Contrairement à ce qu'on pourrait penser, elles ne peuvent pas rester bien longtemps sous l'eau, seulement dix à vingt minutes. C'est pourquoi elles ne s'enfoncent jamais loin dans les eaux. La respiration se fait par les évents. Ils sont obturés par des clapets qui ne s'ouvrent que sous l'action de deux muscles contractés, à la surface. Les baleines émergent et expulsent l'air de leurs poumons, ce qui provoque d'épais nuages de bruine, parfois accompagnés d'éclaboussures d'eau propulsée par le souffle. Elles inhalent immédiatement et plongent. Les mysticètes effectuent plusieurs séries de ventilations de ce type à la suite. À la dernière, ils arquent leur nageoire caudale pour prendre de l'élan et plonger plus en profondeur.

### Thermorégulation
En tant que mammifères, les mysticètes ont le sang chaud.
En raison de leurs migrations, ils sont capables de supporter des températures très différentes, allant de 0 à 30 °C en moyenne. Leur épaisse couche de graisse, entre 5 et 60 cm selon l'endroit et l'espèce, est un excellent isolant, très utile pour se protéger du froid et réduire les pertes de chaleur. Ces animaux ne possèdent pas de glande sudoripare, ils ne peuvent donc suer. Lorsqu'ils ont trop chaud, à la suite d'un effort physique par exemple, ils dissipent la chaleur par vasodilatation dans les zones du corps les moins grasses, qui sont aussi les plus vascularisées, comme la queue ou les autres nageoires. À l'inverse, la vasoconstriction dans ces endroits permet de retenir la chaleur et isole le corps.

### Rythmes biologiques

#### Sommeil
Lorsque les baleines dorment, elles se laissent flotter à la surface durant de longues périodes.
Il est possible également qu'à la manière des grands dauphins, elles dorment parfois un peu en dessous de la surface de l'eau, dormant seulement d'un hémisphère du cerveau tandis que l'autre reste éveillé pour assurer le contrôle du corps.

#### Migration
Les baleines à fanons vivent dans tous les océans. La plupart, telles les baleines grises, effectuent des migrations.
Durant l'été, elles affluent dans les zones polaires où elles engloutissent d'importantes quantités de plancton ou de poissons, bénéficiant de la fonte des glaces libérant le phytoplancton, lui-même mangé par le zooplancton que mangent les poissons et les baleines. On parle de saison d'alimentation. Les eaux froides sont très oxygénées et sont donc bien fournies en proies, ce qui permet de satisfaire l'appétit des baleines.
En hiver, les baleines rejoignent des zones plus chaudes afin de se reproduire. On parle alors de saison de reproduction. Les eaux chaudes sont pauvres en nourriture, ce qui oblige les baleines à vivre sur leurs réserves de graisse accumulées durant l'été.

### Longévité
Les mysticètes sont capables de vivre très longtemps. La baleine à bosse, la baleine grise, la baleine de Minke, le rorqual boréal et le rorqual de Bryde vivent entre 30 et 60 ans environ. Les autres vont de 70 à 100 ans. La baleine boréale surpasse ce seuil et peut vivre de 150 à 200 ans.

### Maladies
Il est difficile d'observer les pathologies de ces grands animaux.
Lorsqu'ils s'échouent, c'est souvent à cause de maladies. On sait que les baleines peuvent être touchées par le morbillivirus, un virus responsable de lésions macroscopiques.

### Carcasse de baleine

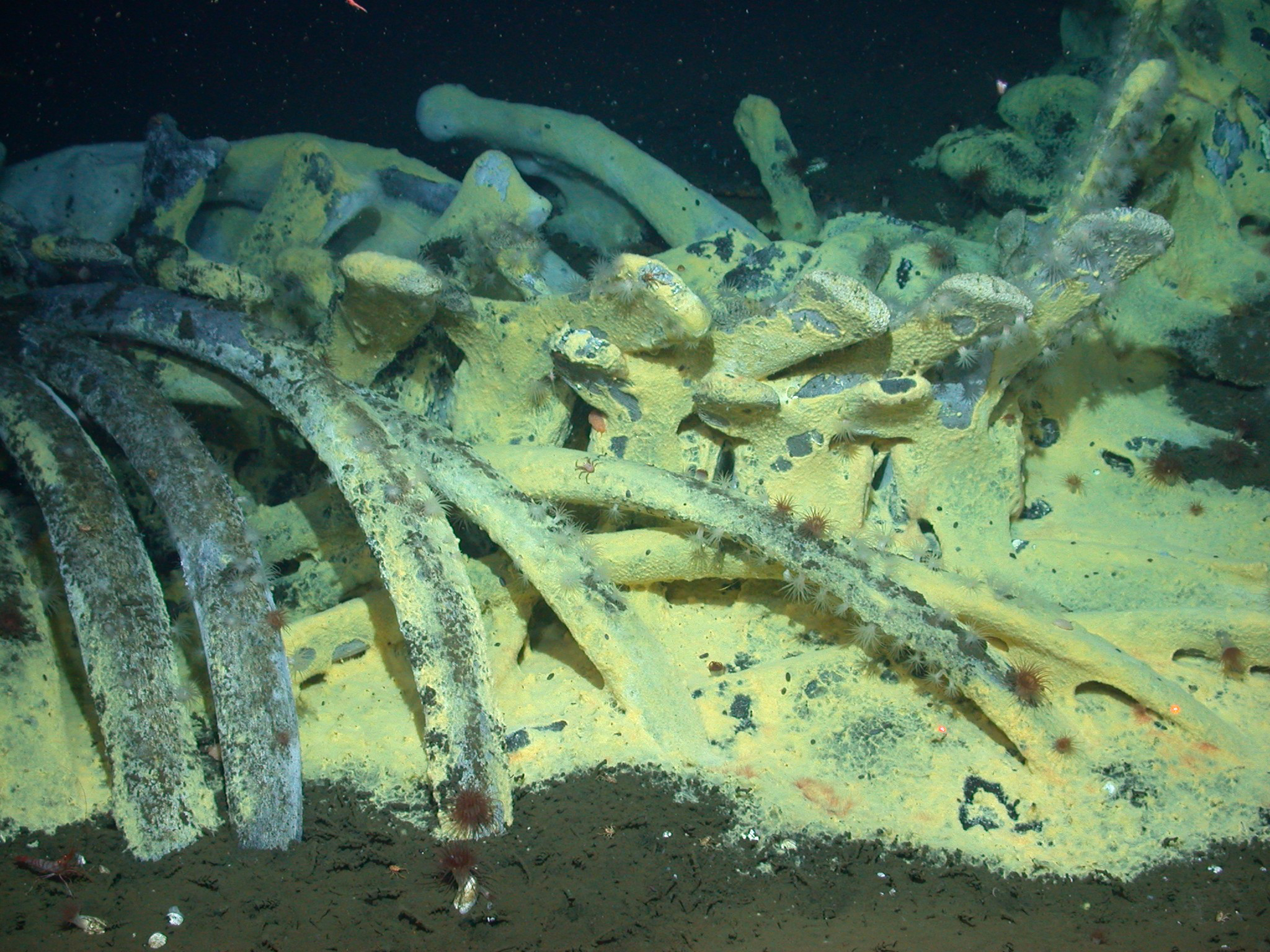
Communautés chimiotrophes sur la carcasse d'une baleine grise de 35 tonnes à 1674 m de profondeur dans le bassin de Santa Cruz.

Les carcasses de baleines sont les cadavres de baleines qui s'échouent sur les littoraux, se décomposent en flottant à la surface de la mer ou dans la plupart des cas, coulent vers le plancher océanique. Dans ce dernier cas, c'est l’équivalent de 2 000 ans d’apport en carbone organique qui se concentre sur environ 50 m² de sédiments. Dans les années 1980, l'exploration sous-marine robotisée a pu confirmer que la décomposition de ces énormes charognes sur la plaine abyssale, donne lieu à l'apparition d'écosystèmes pouvant durer une centaine d'années.

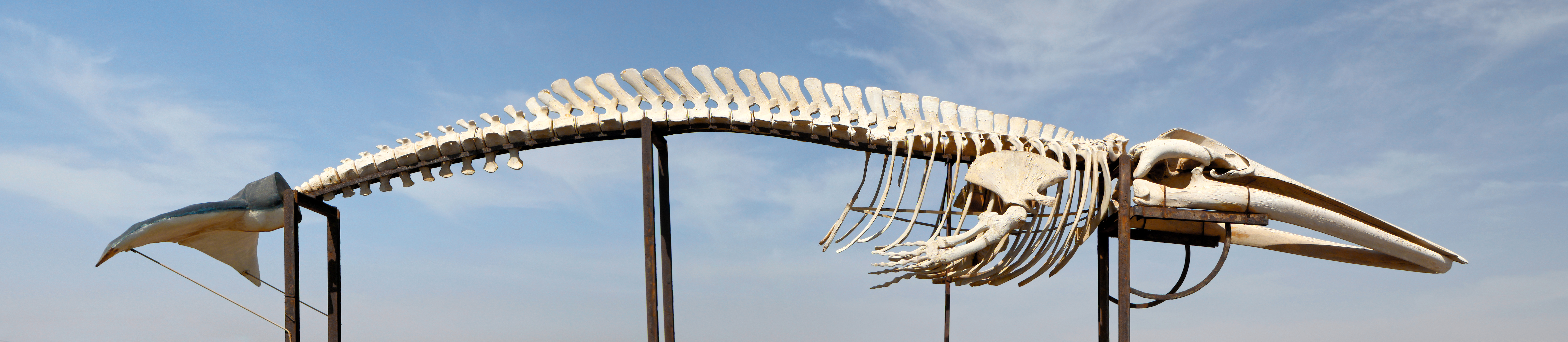
Squelette de rorqual commun.

## Comportement

### Les sens

#### Le goût
On a longtemps pensé que ce sens était atrophié ou absent chez les mysticètes car ils ne mâchent pas leurs aliments. Mais on a découvert que leur langue disposait de nombreuses terminaisons nerveuses et que les nerfs et les zones cérébrales concernant ce type d'information étaient de taille non négligeable.
Le goût pourrait être utilisé par les baleines pour analyser la salinité de l'eau, son acidité ou encore reconnaître leurs congénères, mais on ne possède pas encore de réponse sûre.

#### L'olfaction
Ce sens est très amoindri chez les mysticètes, mais il existe tout de même et serait utilisé pour sentir le krill et les autres baleines.

#### L'ouïe
Les oreilles de baleines sont internes, c'est-à-dire qu'elles n'ont pas de pavillon. Le conduit auditif ne mesure que 2 mm de diamètre. Les sons audibles pour les mysticètes vont de 12,5 à 320 000 Hz (contre 20 à 20 000 Hz pour l'homme et 10 à 150 000 Hz pour les odontocètes), ils sont donc sensibles aux basses fréquences, comme les déplacements des bancs de plancton mais aussi les chants de leurs congénères.

#### La vision
Les yeux des baleines sont très petits et en raison d'une pauvreté en cônes, ils ne permettent probablement pas de discerner les couleurs. Ils ne possèdent pas de glande lacrymale et ne peuvent donc pleurer, mais ils sont lubrifiés par une sorte d'huile. Les baleines ne plongent pas profondément, trouvant leur nourriture à la surface. Elles n'ont donc pas besoin de voir dans l'obscurité mais sont tout de même adaptées à une vision nocturne. Leurs yeux ne servent probablement que pour de courtes distances.

#### Le toucher
Ce sens est très important pour les mysticètes. Leur tête est pourvue de vibrisses, notamment aux extrémités du museau, au bord des mâchoires et autour des évents. Lorsque ces animaux se déplacent en groupe, ils gardent un contact les uns avec les autres, et les baleineaux nagent toujours en contact de leur mère. Ils semblent également apprécier les caresses, qu'ils utilisent lors de la saison de reproduction.

### Relations intraspécifiques

#### Relations sociales
Grégaires ou solitaires, les mysticètes se déplacent parfois en petits groupes, selon les espèces. Il arrive également qu'ils se nourrissent aux côtés d'autres espèces de baleines. Ils peuvent tout aussi bien s'ignorer totalement, même entre membres d'une même espèce.

#### Communication
Les cétacés n'ont pas de cordes vocales mais émettent pourtant une large gamme de sons, en soufflant par leur conduit nasal. Les cétacés produisent des sons de basses fréquences et de hautes fréquences, mais les mysticètes se contentent essentiellement des basses fréquences. Les populaires « chants des baleines » sont émis principalement lors de la période de reproduction durant laquelle les baleines sont très bavardes. Ils sont composés de plusieurs thèmes d'une durée allant de quelques minutes à une demi-heure. Ces compositions sont partiellement constituées d'inné mais aussi d'improvisations chaque fois nouvelles. Les baleines sont les seuls animaux avec l'homme à montrer une imagination musicale.

#### Appariement
En hiver, dans les eaux chaudes, les femelles, polyandres, peuvent s'accoupler avec plusieurs mâles regroupés dans un même secteur. Ceux-ci s'affrontent parfois, assénant de violents coups de queue à leurs adversaires, utilisant leurs parasites ectodermiques rugueux pour leur entailler la peau ou chargeant à toute vitesse. Ces combats n'ont lieu que si l'intimidation préalable n'a pas fonctionné.
La femelle n'accepte pas forcément de s'accoupler avec le vainqueur et le cas échéant, elle s'éloigne en nageant sur le dos pour que sa vulve soit hors d'atteinte. Le mâle ne renonce pas pour autant et attendra que la femelle se repositionne normalement lorsqu'elle aura besoin de respirer.
Parfois, plusieurs prétendants peuvent courtiser la même femelle en se roulant et se frottant sur elle. Après ces fiévreux ballets, l'accouplement proprement dit se pratique souvent à 3 partenaires : les 2 mâles qui s'efforcent de posséder la même femelle l'aident, en fait, alternativement, à maintenir son équilibre dans l'eau.
Le pénis, mesurant environ 2 mètres pour un diamètre de 30 cm et un poids avoisinant les 40 kg chez le rorqual bleu, est rétracté et courbé à l'intérieur du corps au repos. Très élastique, il s'étend rapidement durant l'érection. L'accouplement ne dure que 5 à 20 secondes.

#### Gestation, accouchement et élevage des jeunes
La gestation dure entre 10 et 14 mois, ce qui correspond à un intervalle entre deux saisons de reproduction (hiver). La femelle met bas à un seul baleineau, parfois appelé « veau », vocabulaire utilisé par les anciens baleiniers comparant les baleines à des bovins. Il arrive très rarement que naissent des jumeaux (environ 1 %). On connaît quelques cas de triplés également. Le petit nait la queue la première. S'il venait à naître la tête la première, la mère accouche alors sur le dos. Le cordon ombilical se détache tout seul. Le nouveau-né est poussé dès la naissance par des « tantes » vers la surface pour qu'il prenne son premier souffle. Entre 3 et 14 mois suivant sa naissance, il sera allaité par sa mère. Le lait des baleines est très épais : il est composé à 49 % d'eau, 36 % de graisse, 13 % de protéines et 1 % de sucres. En comparaison, le lait de vache contient 3 % de graisse, 4 % de protéines et 4,8 % de sucre. Une fois le petit sevré, il n'est pas abandonné pour autant et reste encore plusieurs mois auprès de sa mère. Il ne sera sexuellement mature que dans 5 à 15 ans selon l'espèce.
Les cas d'hybridation sont possibles, mais ils sont relativement rares et difficilement observables.

### Relation interspécifiques

#### Relations sociales
Les échanges sont rares mais il arrive que certaines baleines se nourrissent aux mêmes endroits que des bélugas, des phoques gris, des marsouins ou des dauphins.

#### Prédation
Les baleines craignent peu les prédateurs en raison de leur grande taille.
Les épaulards sont tout de même capables de s'attaquer à elles en bande. Ce comportement reste toutefois peu courant et concerne principalement les baleineaux.
Étonnamment, les espadons et les marlins bleus s'attaquent aussi aux baleines, mais il semblerait que ce soit dû à un comportement excessivement agressif de leur part envers à peu près tout.

#### Influence de l'homme
L'homme a été un prédateur important des baleines, bien que la pêche soit aujourd'hui devenue rare[réf. nécessaire]. L'homme engendre cependant une pollution importante, qui est délétère pour les baleines. La pollution chimique engendrée par la décharge de produits toxiques dans l'océan contamine les organismes marins ingérant des produits tels que du plomb, du mercure, du cadmium ou des organochlorés. Ces organismes sont par la suite mangés par d'autres qui seront mangés par les baleines. Une fois contaminées, elles peuvent transmettre ces éléments à leurs petits en les allaitant. La pollution biologique, c'est-à-dire le rejet d'eaux usées dans l'océan, diffuse des virus et des bactéries qui ne sont pas communes aux baleines. Elles y sont donc très sensibles[réf. nécessaire]. Énormément de déchets finissent dans les océans, s'accumulant sur de larges superficies : les baleines mysticètes se nourrissant par énormes gorgées, elles sont incapables de contrôler ce qu'elles avalent et ingèrent donc facilement des détritus. Les animaux peuvent ainsi s'étouffer en avalant des ordures, comme des sacs en plastique à la dérive.

#### Commensalisme
On observe parfois des rémoras ou d'autres poisson-pilotes comme Naucrates ductor voyageant collés à des baleines, grignotant des miettes des repas de leurs hôtes. Leur rôle dans le nettoyage des mysticètes n'étant pas prouvé, on ne peut parler de mutualisme.

#### Parasitisme
Les mysticètes sont en proie à de nombreux parasites, endodermes ou ectodermes.
Les endoparasites peuvent provoquer des lésions ou des infections causant l'échouage des baleines. Ce sont généralement des helmintes des classes trématodes, cestodes, acanthocéphales et nématodes.
Les ectoparasites sont principalement des crustacés, dont les balanes et les anatifes. Leurs larves nagent et se fixent à la peau des baleines les plus lentes lorsqu'elles sont dans des zones froides. Les larves se changeront en plaques calcaires. Ces parasites se nourrissent de plancton et sont donc peu problématiques pour les baleines qui finiront par s'en débarrasser en migrant dans les eaux chaudes. Leur poids peut en revanche altérer leur hydrodynamisme. On suppose que les balanes se transmettent de baleine à baleine lors des contacts. Leur étude pourrait aider à différencier les populations de baleines.
Les cyamidés, ou poux de mer, sont eux nocifs car ils se nourrissent du sang de leur hôte.
C'est également le cas de la lamproie marine qui se fixe sur le corps des baleines grâce à leur gueule en ventouse, munie de petites dents. Il arrive aussi que des squalelets féroces provoquent des traces de morsure similaires en mordant les baleines.
Les oiseaux marins comme les goélands, les mouettes ou les fous de Bassan, les suivent parfois pour profiter de leurs repas. Plus grave, ils en profitent parfois pour lacérer le corps des baleines et se nourrir directement sur eux. La peau des baleines est fragile et ces blessures s'infectent facilement, propageant des maladies.

## Répartition
Les mysticètes sont présents dans tous les océans. Les espèces boréales passent l'été aux abords de l'océan Arctique, tandis que les australes le passent dans l'océan Antarctique. Comme les saisons sont inversées entre l'hémisphère nord et l'hémisphère sud, elles ne se croisent pas.

## Systématique

### Classification classique

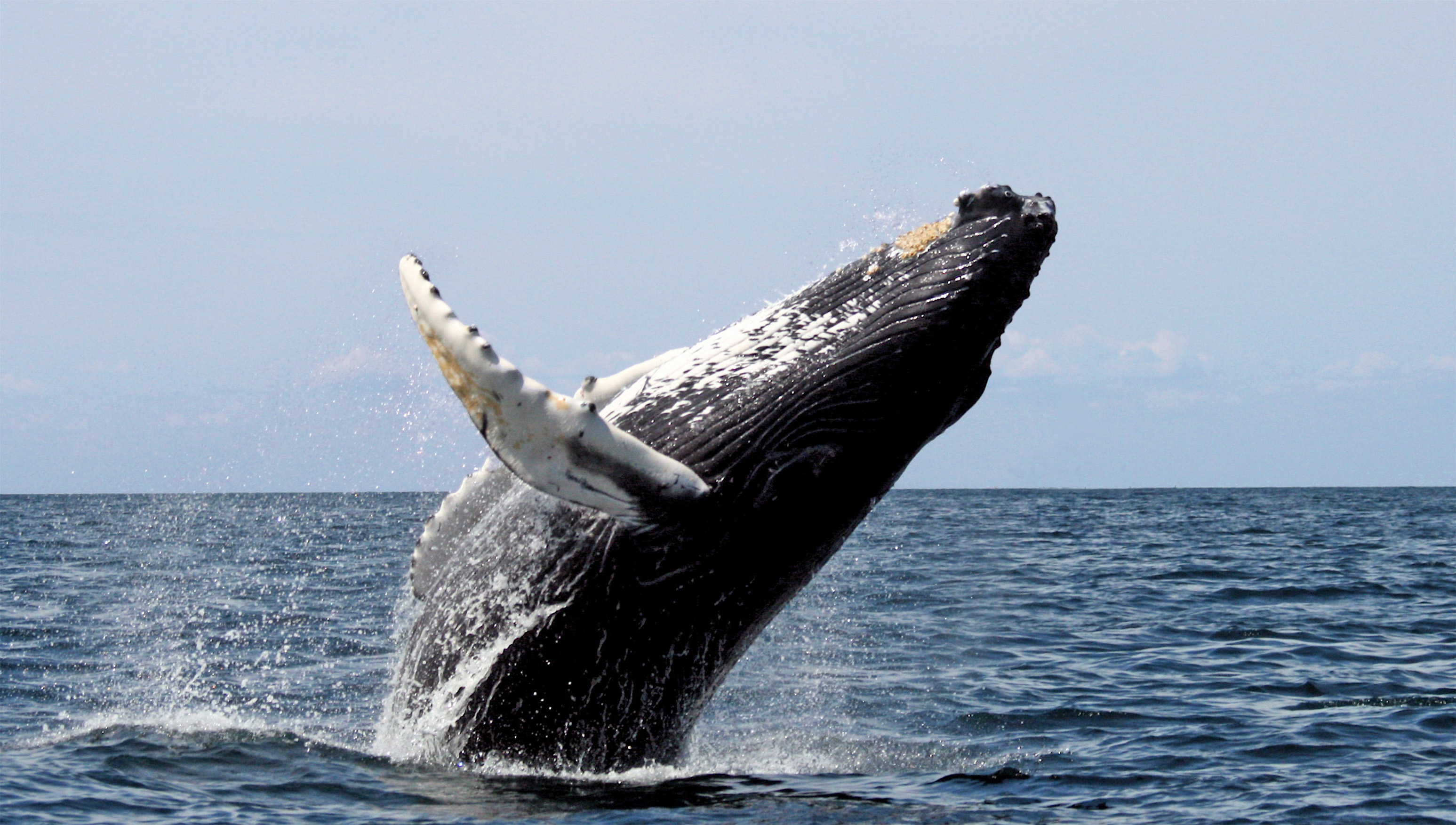
Baleine à bosse effectuant un saut hors de l'eau.

La baleine grise et la baleine pygmée sont deux espèces possédant leur propre famille. En dehors d'elles, les baleines sont réparties en deux groupes : les rorquals (famille Balaenopteridae), baleines à la gorge plissée dont la baleine bleue et la baleine à bosse, et les baleines « franches » (famille Balaenidae), baleines grasses que l'on trouve essentiellement dans les eaux froides ou glaciaires. Ce sont ces dernières qui étaient les cibles de prédilection de la chasse à la baleine, car leur corps contenait de grandes quantités de graisse et d'huile, principaux produits dérivés à haute valeur ajoutée de cette chasse, et surtout cette graisse a la particularité de faire flotter les baleines mortes, ce qui autorise leur remorquage en mer au lieu d'un fastidieux hissage à bord.
Selon World Register of Marine Species (13 avril 2016), le sous-ordre contient quatre familles :
- famille Eschrichtiidae Ellerman et Morrison-Scott, 1951
  - genre Eschrichtius Gray, 1864
    - espèce Eschrichtius robustus (Lilljeborg, 1861) -- baleine grise
- famille Neobalaenidae Gray, 1873
  - genre Caperea Gray, 1864
    - espèce Caperea marginata Gray, 1846 -- baleine pygmée
- famille Balaenopteridae Gray, 1864 -- rorquals
  - genre Balaenoptera Lacépède, 1804
    - espèce Balaenoptera acutorostrata Lacépède, 1804 -- petit rorqual
    - espèce Balaenoptera bonaerensis Burmeister, 1867 -- petit rorqual de l'Antarctique
    - espèce Balaenoptera borealis Lesson, 1828 -- rorqual boréal
    - espèce Balaenoptera edeni Anderson, 1878 -- rorqual de Bryde
    - espèce Balaenoptera musculus (Linnaeus, 1758) -- baleine bleue
    - espèce Balaenoptera omurai Wada, Oishi & Yamada, 2003 -- rorqual d'Omura
    - espèce Balaenoptera physalus (Linnaeus, 1758) -- rorqual commun

  - genre Megaptera Gray, 1846
    - espèce Megaptera novaeangliae (Borowski, 1781) -- baleine à bosse
- famille Balaenidae Gray, 1821 -- baleines franches
  - genre Balaena Linnaeus, 1758
    - Balaena mysticetus Linnaeus, 1758 — baleine boréale ou baleine du Groenland

  - genre Eubalaena Gray, 1864
    - Eubalaena australis Desmoulins, 1822 — baleine franche australe
    - Eubalaena glacialis Müller, 1776 — baleine de Biscaye
    - Eubalaena japonica Lacépède, 1818 — baleine noire du Pacifique nord[30]

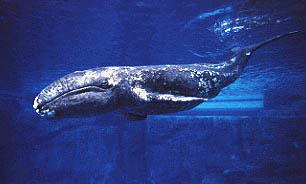
Eschrichtius robustus
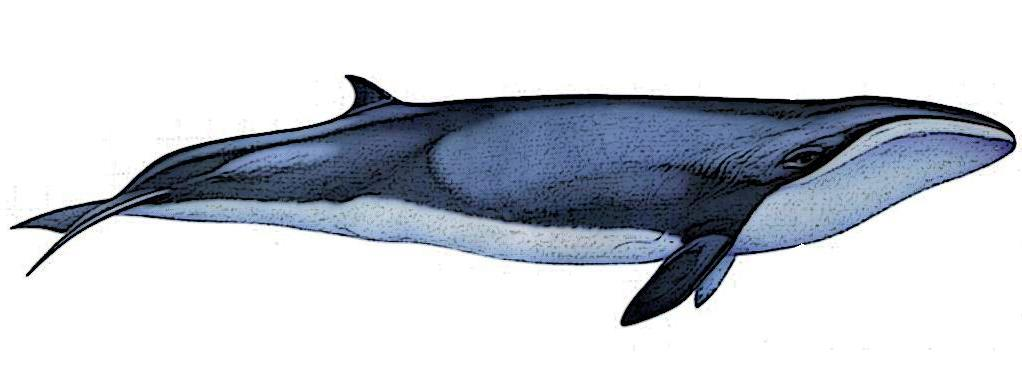
Caperea marginata
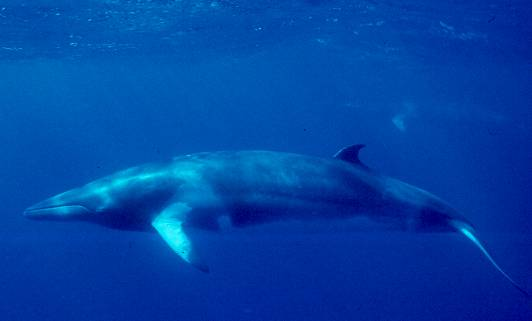
Balaenoptera acutorostrata
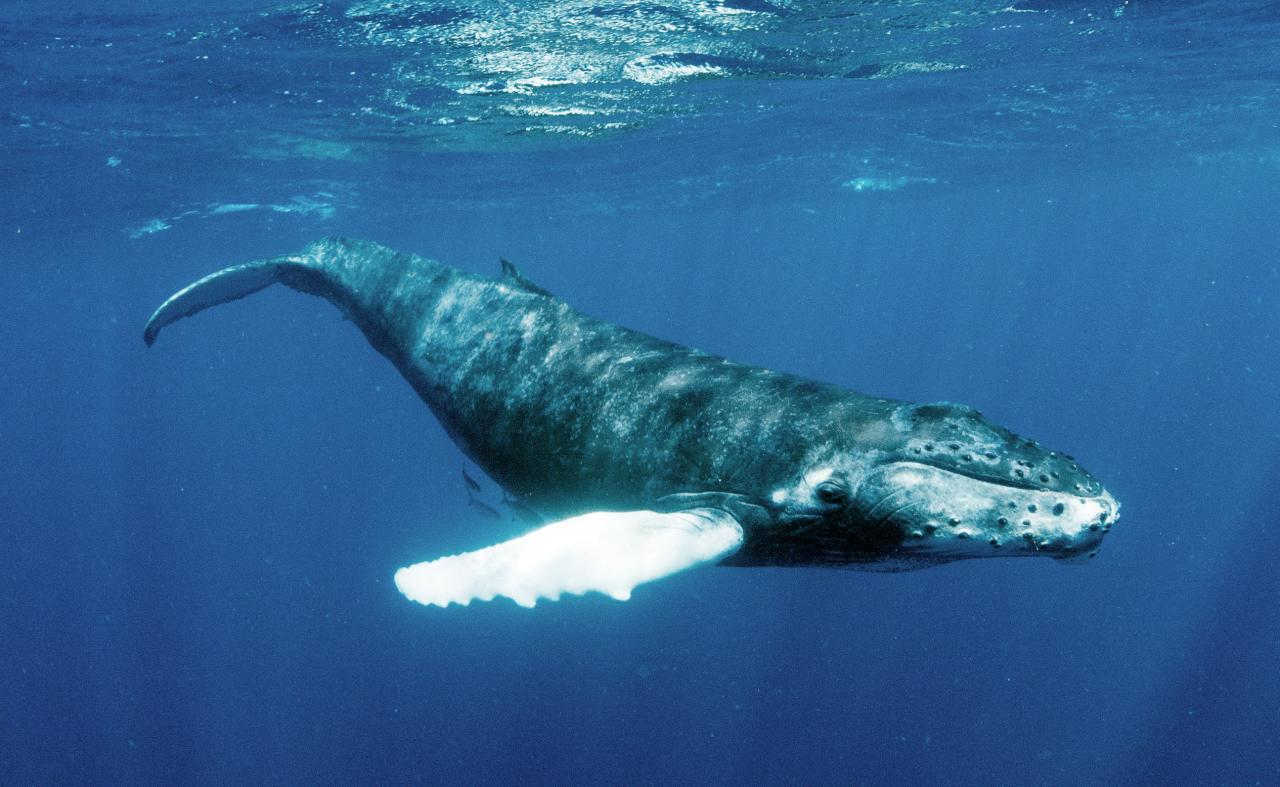
Megaptera novaeangliae
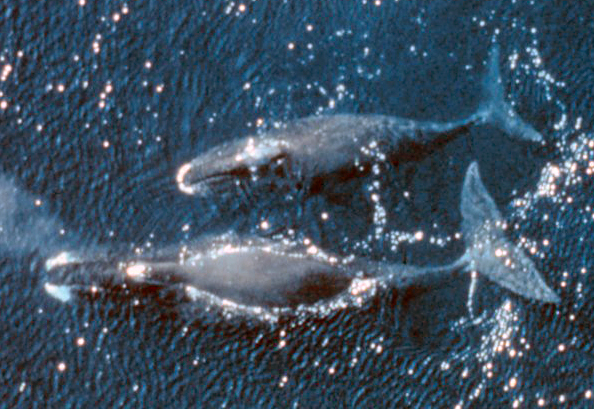
Balaena mysticetus
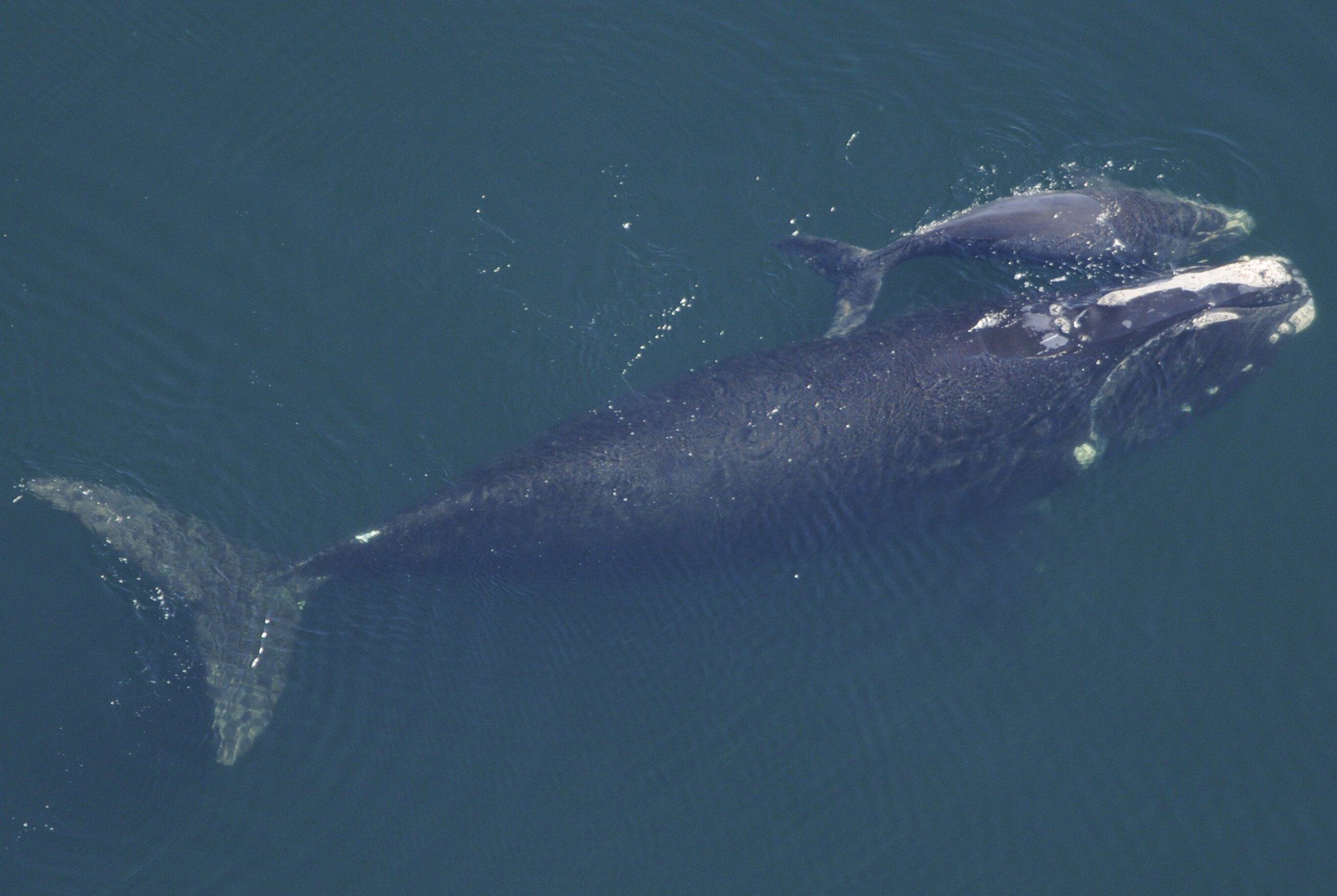
Eubalaena glacialis

### Phylogénétique
Les Balaenopteridae et les Eschrichtiidae forment un groupe monophylétique.
```
──o 
Mysticeti

  ├─? 
Kekenodontinae
 
†

  ├─? 
Llanocetidae
 
†

  ├─? 
Mammalodon
 
†

  ├─o 
Aetiocetidae
 
†

  ├─o 
Janjucetus
 
†

  └─o
    ├─o 
Balaenidae

    │ ├─o 
Balaena

    │ └─o 
Eubalaena

    ├─o 
Neobalaenidae

    │ └─o 
Caperea

    └─o
      ├─o 
Cetotheriidae
 
†

      │ └─o 
Eobalaenoptera
, fossile découvert en 2004
      └─o
        ├─o 
Eobalaenoptera
 
†

        ├─o 
Parabalaenoptera
 
†

        └─o Balaenopteridae et Eschrichtiidae
          ├─o
          │ ├─o
          │ │ ├─o 
B. musculus

          │ │ ├─o 
Megaptera novaeangliae

          │ │ └─o 
Eschrichtius robustus

          │ └─o
          │   ├─o 
B. physalus

          │   └─o
          │     ├─o 
B. edeni

          │     └─o
          │       ├─o 
B. borealis

          │       └─o 
B. brydei

          └─o
            ├─o 
B. bonaerensis

            └─o 
B. acutorostrata
```

#### Bases de données et dictionnaires
- Ressources relatives au vivant :   - Animal Diversity Web
  - Australian Faunal Directory
  - BioLib
  - Dyntaxa
  - Paleobiology Database
  - Global Biodiversity Information Facility
  - iNaturalist
  - Mammal Species of the World
  - NBN Atlas
  - New Zealand Organisms Register
  - Système d'information taxonomique intégré
  - World Register of Marine Species
- Notices dans des dictionnaires ou encyclopédies généralistes :   - Britannica
  - Den Store Danske Encyklopædi
  - Store norske leksikon
  - Universalis
- Notices d'autorité :   - LCCN
  - GND
  - Israël
  - Tchéquie